# Uranylsulfat
Uranylsulfat ist ein gelber, kristalliner Feststoff und ein Uranylsalz der Schwefelsäure mit der chemischen Formel (UO2)SO4.

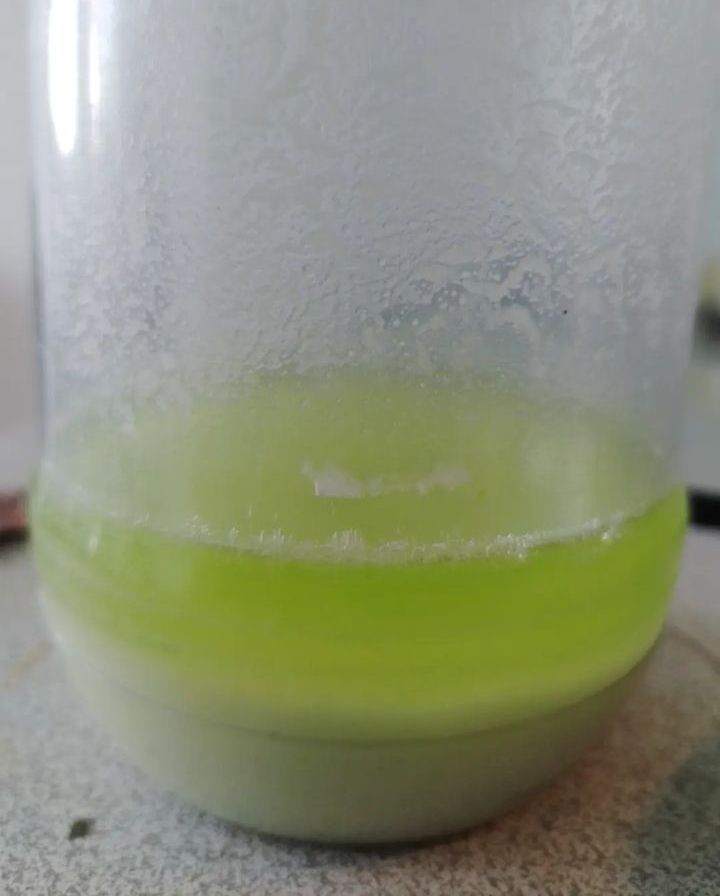
Hergestellt aus Uranchlorid; UCl_{4} + Schwefelsäure; H_{2}SO_{4} -> Uranylsulfat; (UO_{2})SO_{4} in Wasser; H_{2}O.

## Vorkommen
Uranylsulfat kommt als solches nicht in der Natur vor. In der Verwitterungszone von Uranerzen kommen sekundäre Uranylminerale vor die als Sulfate auskristallisieren, beispielsweise Uranopilit ((UO2)6SO4O2(OH)6 • 14 H2O).

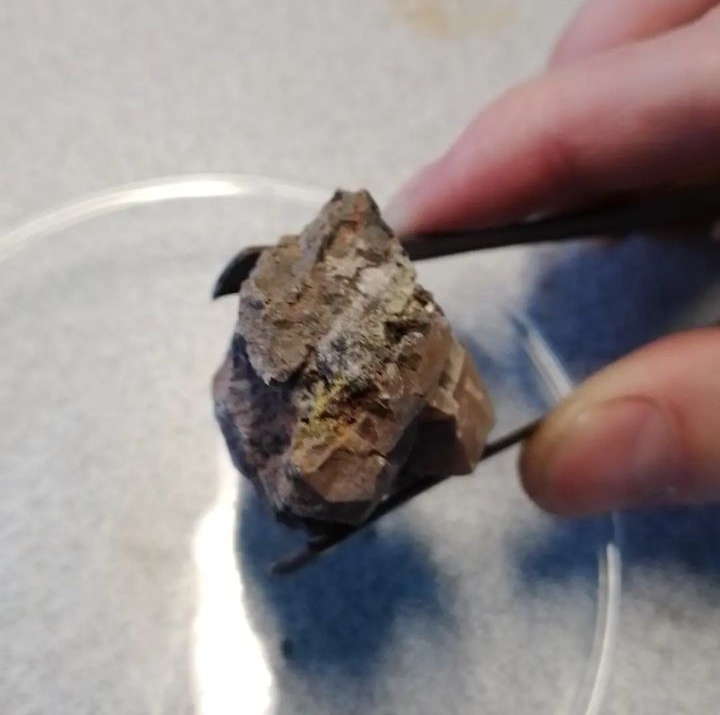
Uranylsulfat; (UO_{2})SO_{4} in Uraninit; Pechblende; Uranerz.

## Gewinnung und Darstellung
Uranylsulfat kann aus Uranerzen (Uran(V,VI)-oxid, Uran(IV)-oxid) durch Reaktion mit Schwefelsäure und Sauerstoff gewonnen werden.
{\displaystyle \mathrm {2\ U_{3}O_{8}+6\ H_{2}SO_{4}+O_{2}\longrightarrow 6\ UO_{2}SO_{4}+6\ H_{2}O} }
Falls in den Uranerzen eisenhaltige Sulfide wie Eisen(II)-sulfid oder Eisen(II)-disulfid vorkommen, wird keine Schwefelsäure zugesetzt, da sich bei entsprechend gewählten Temperaturen Schwefelsäure bildet; damit entsteht das als Ausgangsverbindung dienende Eisen(III)-sulfat.
{\displaystyle \mathrm {2\ UO_{2}+Fe_{2}(SO_{4})_{3}\longrightarrow UO_{2}SO_{4}+2\ FeSO_{4}} }

## Physikalische Eigenschaften
Uranylsulfat und sein Trihydrat sind gelbe Feststoffe. Uranylsulfat zersetzt sich, wenn es auf über 749,85 °C erhitzt wird. Das Trihydrat kristallisiert orthorhombisch in der Raumgruppe Pbnm (Raumgruppen-Nr. 62, Stellung 3).

## Verwendung
Bei der Gewinnung von Uranerzen wird im Zuge der Herstellung von Yellowcake je nach angewendeter Prozesskette unter anderem Uranylsulfat hergestellt. Der in-situ leaching Prozess kann dabei – ohne einen Grubenbau zu benötigen – durch Pumpen einer Schwefelsäurehaltigen Lösung in das Erz – unlösliche Uranverbindungen in lösliches Uranylsulfat verwandeln, welches mit der Trägerflüssigkeit abgepumpt werden kann.

## Sicherheitshinweise
Sämtliche Uranverbindungen sind toxisch und radioaktiv. Als schwacher Alphastrahler sollte eine Aufnahme in den Körper vermieden werden.